# Kanton Hénin-Beaumont
Kanton Hénin-Beaumont (francouzsky Canton d'Hénin-Beaumont) byl francouzský kanton v departementu Pas-de-Calais v regionu Nord-Pas-de-Calais. Tvořily ho dvě obce. Zrušen byl po reformě kantonů 2014.

## Obce kantonu
- Hénin-Beaumont (část)
- Noyelles-Godault